# After Hours (Hank Crawford)
| Recensione | Giudizio |
| ---------- | -------- |
| AllMusic   | [ 1 ]    |

After Hours è un album discografico del sassofonista e pianista jazz statunitense Hank Crawford, pubblicato dalla casa discografica Atlantic Records nel 1966.

## Tracce

### LP
Lato A
1. After Hours – 5:27 (Robert Bruce, Buddy Feyne, Avery Parrish) – Registrato il 7 gennaio 1966
2. Junction – 4:53 (Benny Golson) – Registrato il 14 gennaio 1966
3. Who Can I Turn To (When Nobody Needs Me) – 4:38 (Leslie Bricusse, Anthony Newley) – Registrato il 19 gennaio 1966
4. Next Time You See Me – 2:49 (Ben Tucker) – Registrato il 7 gennaio 1966

Lato B
1. Soul Shoutin' – 2:47 (Stan Turrentine) – Registrato il 19 gennaio 1966
2. Makin' Whoopee – 4:26 (Walter Donaldson, Gus Kahn) – Registrato il 17 novembre 1965
3. When Did You Leave Heaven – 4:18 (Richard Whiting, Walter Bullock) – Registrato il 17 ottobre 1965
4. The Back Slider – 4:20 (Hank Crawford) – Registrato il 7 gennaio 1966

## Musicisti
After Hours / Next Time You See Me / The Back Slider
- Hank Crawford - pianoforte
- Hank Crawford - sassofono alto (brano: Next Time You See Me)
- Wendell Harrison - sassofono tenore
- Howard Johnson - sassofono baritono
- John Hunt - tromba
- Fielder Floyd - tromba
- Willie Jones - chitarra
- Ali Mohammed - contrabbasso
- Joe Dukes - batteria

Junction
- Hank Crawford - sassofono alto
- Wendell Harrison - sassofono tenore
- Howard Johnson - sassofono baritono
- John Hunt - tromba
- Fielder Floyd - tromba
- Sonny Forriest - chitarra
- Charles Lindsay - contrabbasso
- Wilbert Hogan - batteria

Who Can I Turn To (When Nobody Needs Me) / Soul Shoutin
- Hank Crawford - sassofono alto
- Wendell Harrison - sassofono tenore
- Howard Johnson - sassofono baritono
- John Hunt - tromba
- Fielder Floyd - tromba
- Sonny Forriest - chitarra (brano: Soul Shoutin')
- Charles Dungey - contrabbasso
- Joe Dukes - batteria

Makin' Whoopee
- Hank Crawford - pianoforte
- Charles Green - contrabbasso
- Milt Turner - batteria

When Did You Leave Heaven
- Hank Crawford - sassofono alto
- Wendell Harrison - sassofono tenore
- Alonzo Shaw - sassofono baritono
- John Hunt - tromba
- Fielder Floyd - tromba
- Charles Green - contrabbasso
- Milt Turner - batteria

Note aggiuntive
- Nesuhi Ertegun e Arif Mardin - produttori, supervisori
- Registrazioni effettuate il 17 ottobre e 17 novembre 1965 ed il 7, 14 e 19 gennaio 1966 a New York City, New York
- Tom Dowd e Phil Iehle - ingegneri delle registrazioni
- Lee Friedlander - fotografia copertina album originale
- Haig Adishian - design copertina album originale
- Rudi Blesh - note retrocopertina album originale[2]